# یواس‌اس واهو (اس‌اس-۵۱۶)
یواس‌اس واهو (اس‌اس-۵۱۶) (به انگلیسی: USS Wahoo (SS-516)) یک زیردریایی بود که طول آن ۳۱۱ فوت ۸ اینچ (۹۵٫۰۰ متر) بود. این زیردریایی در سال ۱۹۴۴ ساخته شد.